# Volkswagen Fox
Volkswagen Fox este un vehicul comercializat de producătorul german de automobile Volkswagen.